# Bunny Austin
 Henry Wilfred "Bunny" Austin (26 de agosto de 1906 - 26 de agosto de 2000) foi um ex-jogador de tênis britânico.
Austin foi, durante 74 anos, o último britânico a chegar à final de simples masculino em Wimbledon, até ao êxito de Andy Murray na edição de 2012. Ele também foi finalista no Campeonato Francês de 1937 e vencedor do Queen's Club Championships. Junto com Fred Perry, ele era parte vital da equipe britânica que ganhou a Copa Davis em quatro anos consecutivos (1933-1936). Ele também é lembrado como o primeiro tenista a usar shorts (calções). Austin também foi pioneiro no desenho da raquete de tênis moderno inventando o Streamline - uma raquete com um eixo que se divide em três segmentos - permitindo o movimento aerodinâmico.
Austin foi criado em South Norwood, Londres. O apelido "Bunny" veio de uma história em quadrinhos, Pip, Squeak and Wilfred.
Teve seu nome incluso do International Tennis Hall of Fame em 1997.

## Torneios de Grand Slam

### Finalista em simples (3)
| Ano  | Torneio            | Oponente na Final | Placar na Final |
| 1932 | Wimbledon          | Ellsworth Vines   | 4–6, 2–6, 0–6   |
| 1937 | Campeonato Francês | Henner Henkel     | 1–6, 4–6, 3–6   |
| 1938 | Wimbledon          | Don Budge         | 1–6, 0–6, 3–6   |